# Colm McCarthy
Colm McCarthy est un réalisateur écossais, né le 16 février 1973 à Édimbourg.
Il a surtout réalisé des épisodes de séries télévisées produites par la BBC.

## Filmographie partielle
- 2006 : Les Arnaqueurs VIP (Hustle) (2 épisodes)
- 2008 : Spooks (2 épisodes)
- 2009 : Hunter (2 épisodes)
- 2010 : The Deep (2 épisodes)
- 2010 : Outcast de Tom et Colm McCarthy (aussi scénariste)
- 2011 : Injustice (5 épisodes)
- 2012-2013 : Les Enquêtes de Morse (Endeavour) (2 épisodes)
- 2013 : Ripper Street (épisodes The Weight of One Man's Heart et Tournament of Shadows)
- 2013 : Doctor Who (épisode Enfermés dans la toile de Steven Moffat)
- 2014 : Sherlock (épisode The Sign of Three)
- 2014 : Peaky Blinders (série télévisée), 6 épisodes
- 2016 : The Last Girl : Celle qui a tous les dons (The Girl with All the Gifts)
- 2017 : Black Mirror (épisode Black Museum de Charlie Brooker)
- 2018 : Krypton (épisode Pilot de David S. Goyer et Ian B. Goldberg)